# Boykinia
Boykinia é um género de plantas pequenas pertencente à família Saxifragaceae. Contém cerca de 8 espécies conhecidas como espuma de ribeiro. Espumas de ribeiro são rizomatosas glandulares rasteiras perenes com folhas muito lobadas ou dentadas e inflorescências de pequenas flores. Elas são nativas da América do Norte e Ásia.